# James Colton
James Colton foi um anarquista escocês que se casou com Emma Goldman em 1925, para que a notável escritora e oradora pudesse receber cidadania inglesa e, assim, permanecer na Inglaterra. 